# Ćiro Truhelka
Ćiro Truhelka (Osijek, 2. veljače 1865. – Zagreb, 18. rujna 1942.), bio je hrvatski arheolog, povjesničar i povjesničar umjetnosti. Pisao je o prapovijesnim, rimskim i srednjovjekovnim nalazima, o turskim ispravama, stećcima, rimskom i srednjovjekovnom novcu, bosančici, a bavio se i albanologijom.

## Životopis
Ćiro Truhelka rodio se u Osijeku 1865. godine. Pohađao je gimnaziju u Osijeku i Klasičnu gimnaziju u Zagrebu koju je završio 1882. godine. Na Mudroslovnom fakultetu Sveučilišta u Zagrebu studirao je povijest umjetnosti i povijest (a ne arheologiju kako se to često prepisuje kroz literaturu). Još kao student volonterski je surađivao s Isidorom Kršnjavim u Strossmayerovoj galeriji u Zagrebu i izradio njezin prvi katalog (1885.). Kasnije je postao kustos (1886.), a zatim i ravnatelj Zemaljskog muzeja za Bosnu i Hercegovinu u Sarajevu (1903.). Od 1926. do 1931. godine bio je profesor na Filozofskom fakultetu u Skoplju. Bio je predsjednikom Društva bosansko-hercegovačkih Hrvata u Zagrebu koje je osnovano u ožujku 1939. godine i u javnosti zastupalo je koncept hrvatske nacionalne pripadnosti Bosne i Hercegovine.
Tijekom službovanja u Sarajevu vodio je arheološka istraživanja na Glasincu (ilirski grobovi), u Donjoj dolini (prapovijesno naselje) te mnogim drugim lokalitetima. Uređivao je časopis Glasnik Zemaljskog muzeja Bosne i Hercegovine.
Njegova sestra, Jagoda Truhelka bila je poznata spisateljica.

## Djela
Nepotpun popis:
- Bosančica: prinos bosanskoj paleografiji, Sarajevo, 1889.
- Prehistoričke gradine na Glasincu, Sarajevo, 1891.
- Pobliže odregjivanje prehistoričkih nahogjaja u Bosni i Hercegovini iz željeznog doba, Sarajevo, 1893?
- Starobosanski pismeni spomenici: sa 14 slika u tekstu i 2 tabele, Sarajevo, 1894.
- Iz starih rukopisa, Sarajevo, 1894.
- Starobosanski natpisi: sa 30 slika i 1 tablom u tekstu, Sarajevo, 1895.
- Slavonski banovci: prinos hrvatskoj numismatici, Sarajevo, 1897.
- Osvrt na sredovječne kulturne spomenike Bosne, Sarajevo, 1900.
- Državno i sudbeno ustrojstvo Bosne u doba prije Turaka, Sarajevo, 1901.
- Kraljevski grad Jajce: povijest i znamenitosti, Sarajevo, 1904.
- Naši gradovi: opis najljepših sredovječnih gradova Bosne i Hercegovine: [uz 96 slika], Sarajevo, 1904. (Pretisak,	Hrvatsko kulturno društvo Napredak, Glavna podružnica, Zagreb, 2009.)
- Arnautske priče: niz primjeraka arnautske narodne poezije iz izvornog govora pribrane i priregjene, Sarajevo, 1905.
- Crtice iz srednjeg vijeka, 1908.
- Dubrovačke vijesti o godini 1463., 1910.
- Tursko-slavjenski spomenici dubrovačke arhive, Sarajevo, 1911.
- Gazi Husrefbeg, njegov život i njegovo doba: sa 56 slika u tekstu i jednom tablom, 1912.
- Kulturne prilike Bosne i Hercegovine u doba prehistoričko, Sarajevo, 1914.
- Historička podloga agrarnog pitanja u Bosni, Sarajevo, 1915. (Posebni otisak iz Glasnika Zemaljskog muzeja u Bosni i Hercegovini)
- Das Testament des Gost Radin, 1916.
- Stari turski agrarni zakonik za Bosnu, 1917.
- Konavoski rat 1430. – 1433.: historička studija po spomenicima dubrovačke arkive, Sarajevo, 1917.
- Nekoliko misli o rješenju bosanskog agrarnog pitanja, Sarajevo, 1918.
- Djevojački grob: legenda iz bosanske prošlosti, St. Kugli, Zagreb, 1923? (Pretisak iz 1923. Franjevački samostan-Mala nakladna kuća Sveti Jure, Rama-Šćit-Baška Voda, 1995.; Franjevački samostan, Rama-Šćit, 2003.; 3. dop. izd. Franjevački samostan Rama-Šćit, Rama, 2007.; Djevojački grob: legenda, Ognjište, Zagreb, 2011.)
- Arheološke beleške iz Južne Srbije, Skoplje, 1927-1929.
- Starokršćanska arheologija, Zagreb, 1931. (Pretisak, Fortuna, Strmec Samoborski, 2008.)
- O porijeklu bosanskih muslimana, Sarajevo, 1934.
- Studije o podrijetlu: etnološka razmatranja iz Bosne i Hercegovine, Zagreb, 1941. (Pretisak, Hrvatsko društvo folklorista, Zagreb, 1992.)
- Uspomene jednog pionira, Zagreb, 1942. (Ponovlj. nakl. Azur Journal, Zagreb, 1992.; Vrijeme, Zenica, 2012.)
- Deutsch - albanisches Worterbuch: (Manuskript, 1899) = Fjalor gjermanisht - shqip: (Doreshkrim, 1899.), Zajednica Albanaca u Republici Hrvatskoj, Zagreb, 1995.

## Vanjske poveznice
- Truhelka, Ćiro, Neolitsko naselje u Osijeku, // Narodna starina, br. 18. (1929.), str. 1. – 6. (Hrčak)
- Ćiro Truhelka, Uspomene jednog pionira, Zagreb, 1942.
- Osobni arhivski fond Ćiro Truhelka, arhiv.hr